# Штепа, Валерий Дмитриевич
Штепа Валерий Дмитриевич (род. 13 мая 1946, Пологи, Запорожская область) — украинский политик, народный депутат Украины III созыва. Член политсовета партии «Яблоко».

## Биография
Родился 13 мая 1946 года в селе Пологи Запорожской области.
В 1970 году окончил Киевское высшее инженерное радиотехническое училище ПВО, военный инженер по радиотехнике.
В 1970—1991 годах — на 10-м научно-исследовательском испытательном полигоне Министерства обороны СССР, Казахская ССР.
В 1991—1996 годах — военный пенсионер.
В 1996—1998 годах — редактор в редакции газеты «Коммунист Кривбасса».
Народный депутат Украины 3-го созыва с марта 1998 года, избирательный округ № 31, Днепропетровской области. Явка 61,51%, за 26,5%, 14 претендентов. К моменту выборов: редактор газеты «Коммунист Кривбасса», член КПУ, секретарь Криворожского горкома КПУ. Член фракции КПУ (май 1998 — февраль 2000), внефракционный (февраль — сентябрь 2000), член фракции «Яблоко» (с сентября 2000). Член комитета по вопросам национальной безопасности и обороны (с июля 1998). С декабря 1998 года — член временной следственной комиссии по проверке фактов незаконной торговли оружием и военным имуществом и их незаконной передаче в другие государства в период 1991—1995 годах.
В марте 1998 года — кандидат в народные депутаты Украины от КПУ, № 110 в списке.